# John Thorgren

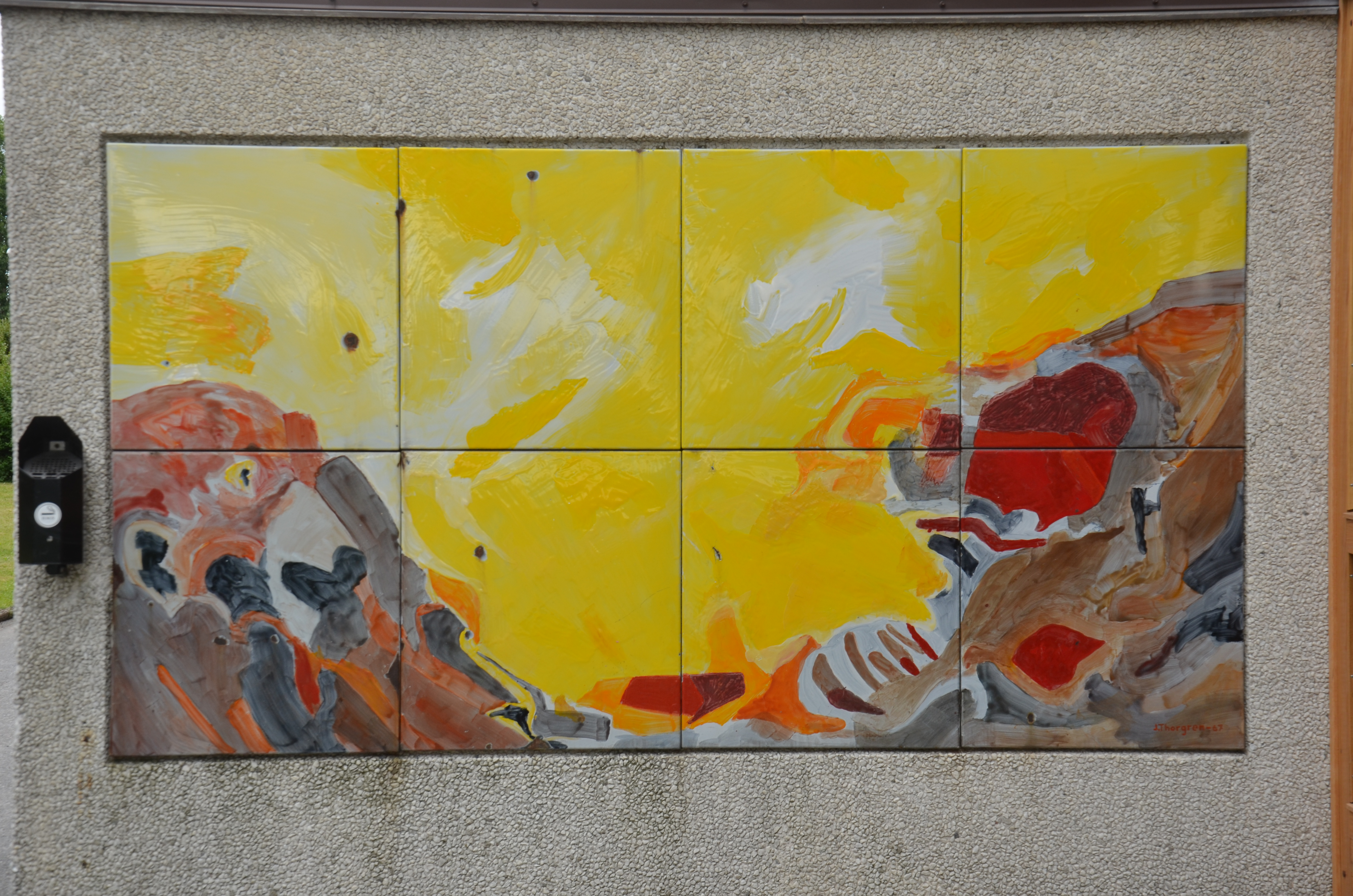
Emaljmålning av John Thorgren, på Morupsgränd 11, Stockholm.

John Lennart Thorgren, född 20 september 1918 i Sorsele, död 2000 i Boden, var en svensk målare och tecknare.
John Thorgren var son till möbelsnickaren Johan Thorgren och Elin Jonsson samt från 1945 gift med Margit Alice Öberg. Efter genomgången folkskolan blev han volontär vid Norrbottens regemente där han avlade underbefälsexamen 1943. Vid sidan av sin tjänst studerade han konst via korrespondensundervisning. Han fortsatte sina konststudier vid Otte Skölds målarskola i Stockholm 1947-1948. Efter sin debututställning på Hantverkshuset i Umeå 1952 ställde han ut på Galleri Brinken i Stockholm 1954, som fick ett mycket positivt omnämnande i huvudstadspressen. Han lämnade svenska armén 1954 för att arbeta som konstnär på heltid och var bosatt i Stockholm mellan 1958 och 1991. Separat ställde han även ut på bland annat Modern konst i hemmiljö, De ungas salong, och i Örebro, Gävle, Boden, Sandviken och Kiruna. Tillsammans med Fred Andersson ställde han ut i Luleå och tillsammans med Mona Lodström i Haparanda samt med Tore Ahnoff och Sixten Lundbohm i Skövde. Han medverkade i de flesta av Liljevalchs konsthalls Stockholmssalonger från och med 1958, samt utställningar arrangerade av Gävleborgs läns konstförening, och han var representerad i utställningen 20 målare från Norrland som visades på Konstakademien i Stockholm. Thorgren medverkade med emaljmålningar på tre hus i konst på Östbergahöjden 1967-1969. Bland hans offentliga arbeten märks en väggmålning i tempera på folkskoleseminariet i Luleå. Han tilldelades Kiruna stads stipendium 1960 och Stockholms stads stipendium 1963. Hans konst består av motiv från den norrländska fjällvärlden och landskapsmålningar från Gotland  utförda i olja eller teckning. Thorgren är representerad vid Moderna museet, Västerbottens läns museum, Örebro läns museum, Västerbottens museum, Hälsinglands museum, Norrbottens museum och Skövde stadsmuseum.

## Bildgalleri

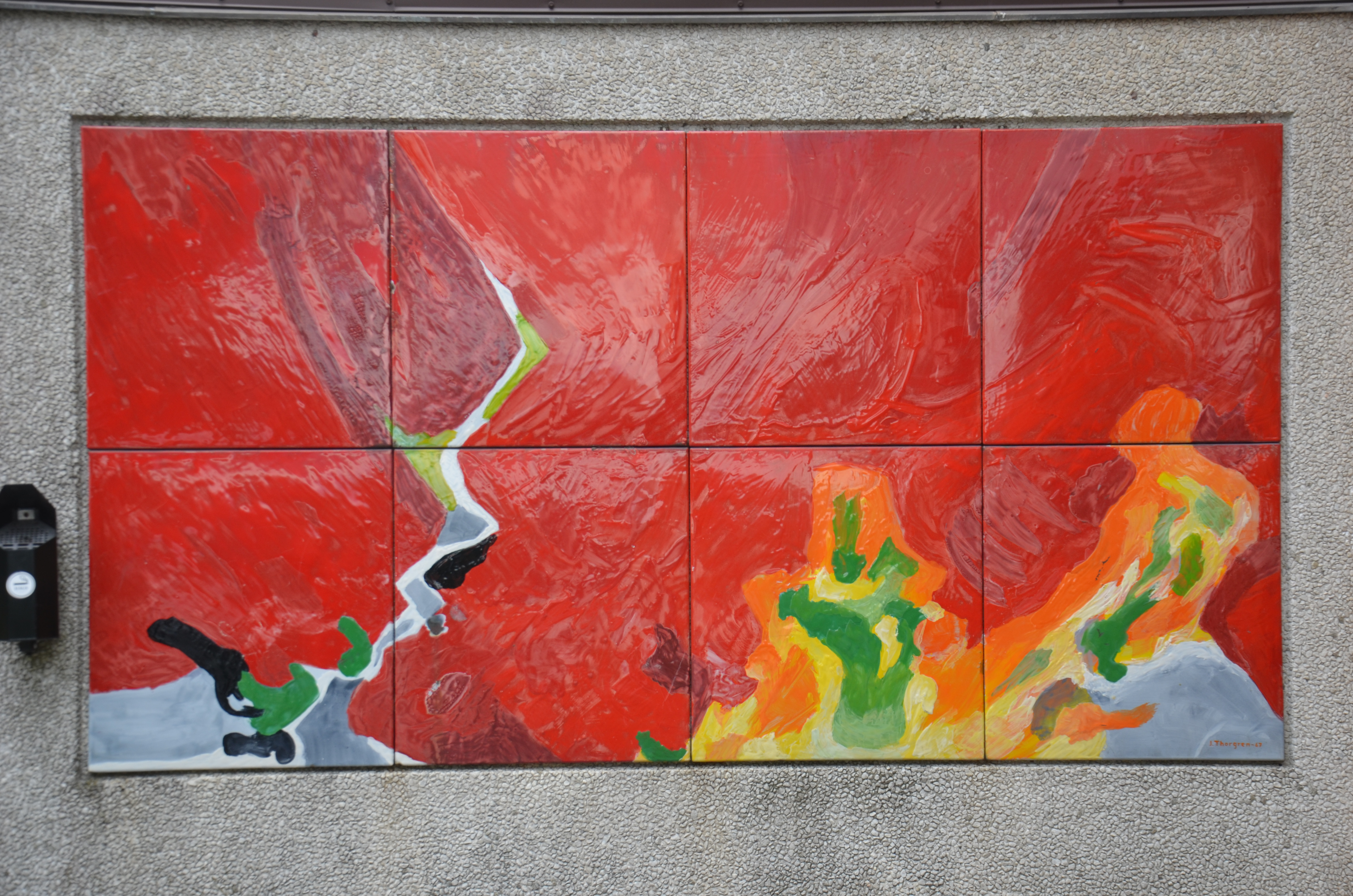
Målning av John Thorgren på Knäredsgränd 28, Stockholm.
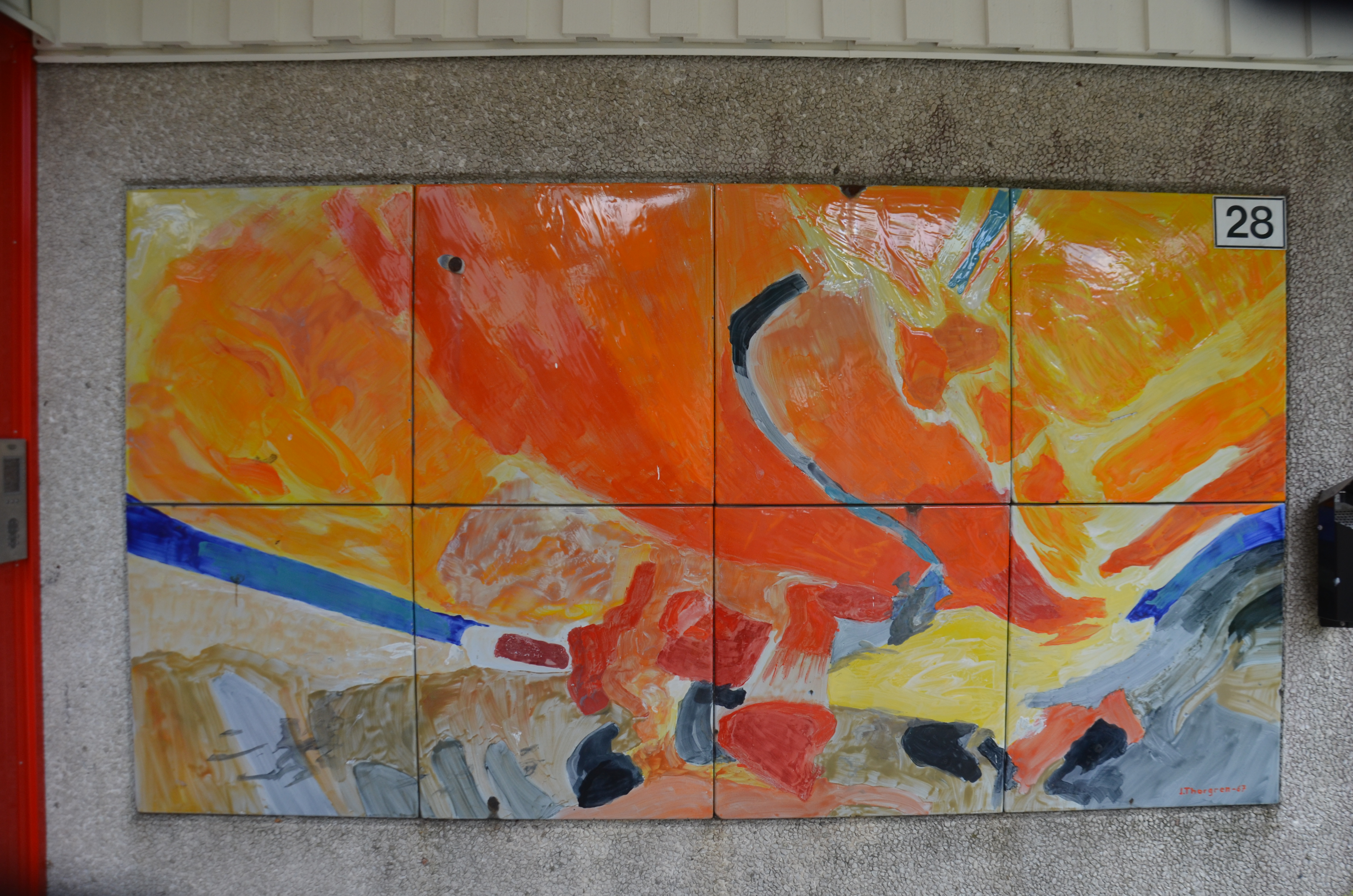
Målning av John Thorgren på Morupsgränd 11, Stockholm.